# Kotido
Kotido – miasto w Ugandzie, stolica dystryktu Kotido.